# Lynn Loring
Lynn Loring, geb. Lynn Eileen Zimring (* 14. Juli 1943  in New York City; † 23. Dezember 2023 in Tarzana), war eine US-amerikanische Kinderdarstellerin, Schauspielerin und Filmproduzentin.

## Leben
Loring begann ihre Karriere im Alter von sieben Jahren als Kinderdarstellerin in der von Procter & Gamble produzierten Seifenoper Search for Tomorrow. Dort spielte sie von 1951 bis 1961 die Rolle der Patti Barron Tate. Sie übernahm in dieser Zeit auch Gastrollen in anderen Fernsehserien. Nach ihrem Highschool-Abschluss 1961 verließ sie Search for Tomorrow um Filmrollen annehmen zu können. Bereits im selben Jahr hatte sie an der Seite von Natalie Wood und Warren Beatty im Filmdrama Fieber im Blut ihr Spielfilmdebüt. Im darauf folgenden Jahr spielte sie neben Sidney Poitier und Bobby Darin in Die Sprache der Gewalt. Loring spielte in den 1960er Jahren weiterhin Gastrollen in Fernsehserien wie Rauchende Colts und Perry Mason. In der ersten Staffel der Krimiserie FBI spielte sie Barbara Erskine, die Tochter des Hauptdarstellers Efrem Zimbalist junior. Nach neun Folgen wurde ihre Rolle herausgeschrieben.
1967 heiratete sie den Schauspieler Roy Thinnes, den sie am Set von Invasion von der Wega kennengelernt hatte. Gemeinsam standen beide im selben Jahr im britischen Science-Fiction-Film Unfall im Weltraum vor der Kamera. Bis 1975 trat sie noch in einigen Fernsehfilmen auf, dann zog sie sich von der Schauspielerei zurück. 1979 begann sie eine zweite Karriere als Filmproduzentin. Nach einigen Fernsehfilmen, darunter Ein Traummann auf der Titelseite, produzierte sie 1983 die Filmkomödie Mr. Mom mit Michael Keaton in der Hauptrolle. 1984 wurde ihre Ehe mit Roy Thinnes geschieden. Lorings letzte Produktion war Mein Freund, der Entführer aus dem Jahr 1993.

## Filmografie (Auswahl)

### Als Darstellerin
- 1961: Fieber im Blut (Splendor in the Grass)
- 1961, 1964: Preston & Preston (The Defenders, Fernsehserie, 2 Folgen)
- 1962: Die Sprache der Gewalt (Pressure Point)
- 1963: Rauchende Colts (Gunsmoke, Fernsehserie, 1 Folge)
- 1964: Perry Mason (Fernsehserie, 1 Folge)
- 1965: FBI (The F.B.I., Fernsehserie, 12 Folgen)
- 1966: Bonanza (Fernsehserie, 1 Folge)
- 1967: Solo für O.N.C.E.L. (The Man from U.N.C.L.E., Fernsehserie, 2 Folgen)
- 1967: Invasion von der Wega (The Invaders, Fernsehserie, 1 Folge)
- 1969: Unfall im Weltraum (Doppelgänger)
- 1974: Make-up und Pistolen (Police Woman, Fernsehserie, 1 Folge)
- 1975: Die Gangsterschlacht von Kansas City (The Kansas City Massacre)

### Produktion
- 1979: The Return of Mod Squad
- 1981: Sizzle
- 1981: The Best Little Girl in the World
- 1983: Ein Traummann auf der Titelseite (Making of a Male Model)
- 1983: Mr. Mom
- 1993: Mein Freund, der Entführer (Me and the Kid)